# 内奥米·奥雷斯克斯
内奥米·奥雷斯克斯（英語：Naomi Oreskes，1958年11月25日—）是一位美国科学史家，哈佛大学教授，主要作品有《贩卖怀疑的商人》（Merchants of Doubt，与埃里克·M·康韦合著）、《西方文明的崩溃：未来的视角》（The Collapse of Western Civilization：A View from the Future，与埃里克·M·康韦合著）、《为什么信任科学——反智主义、怀疑论及文化多样性》（Why Trust Science?）等。